# Stefan Popowski
Stefan Popowski (ur. 21 marca 1870 w Warszawie, zm. 14 grudnia 1937 tamże) – polski pejzażysta, rysownik, krytyk sztuki i architekt.

## Życiorys
Stefan Popowski naukę malarstwa rozpoczął w Klasie Rysunkowej w Warszawie u Wojciecha Gersona, kontynuował ją od 1889, w Cesarskiej Akademii Sztuk Pięknych w Petersburgu, studiował także w Akademii Sztuk Pięknych w Monachium. Od 1891 na stałe mieszkał w Warszawie, został członkiem Towarzystwa Zachęty Sztuk Pięknych, gdzie kilkakrotnie w ciągu roku wystawiał swoje prace. Był także członkiem grupy artystycznej Pro Arte i inicjatorem tak zwanych wystaw wiosennych w warszawskim Salonie Artystycznym. 
Specjalizował się w nastrojowych pejzażach, świtach i zachodach słońca oraz nokturnach oświetlonych światłem księżyca. Jego obrazy przed wojną znajdowały się w wielu prywatnych kolekcjach, zostały także zakupione za życia artysty do zbiorów Towarzystwa Zachęty Sztuk Pięknych i Muzeum Narodowego w Krakowie. Ponadto projektował ozdobne przedmioty oraz między innymi willę swojego szwagra Józefa Rapackiego w Olszance koło Puszczy Mariańskiej, gdzie sam też mieszkał. Zaprojektował także budynek szkoły w Olszance i budynki miejskie w Skierniewicach.

## Obrazy Popowskiego (wybór)

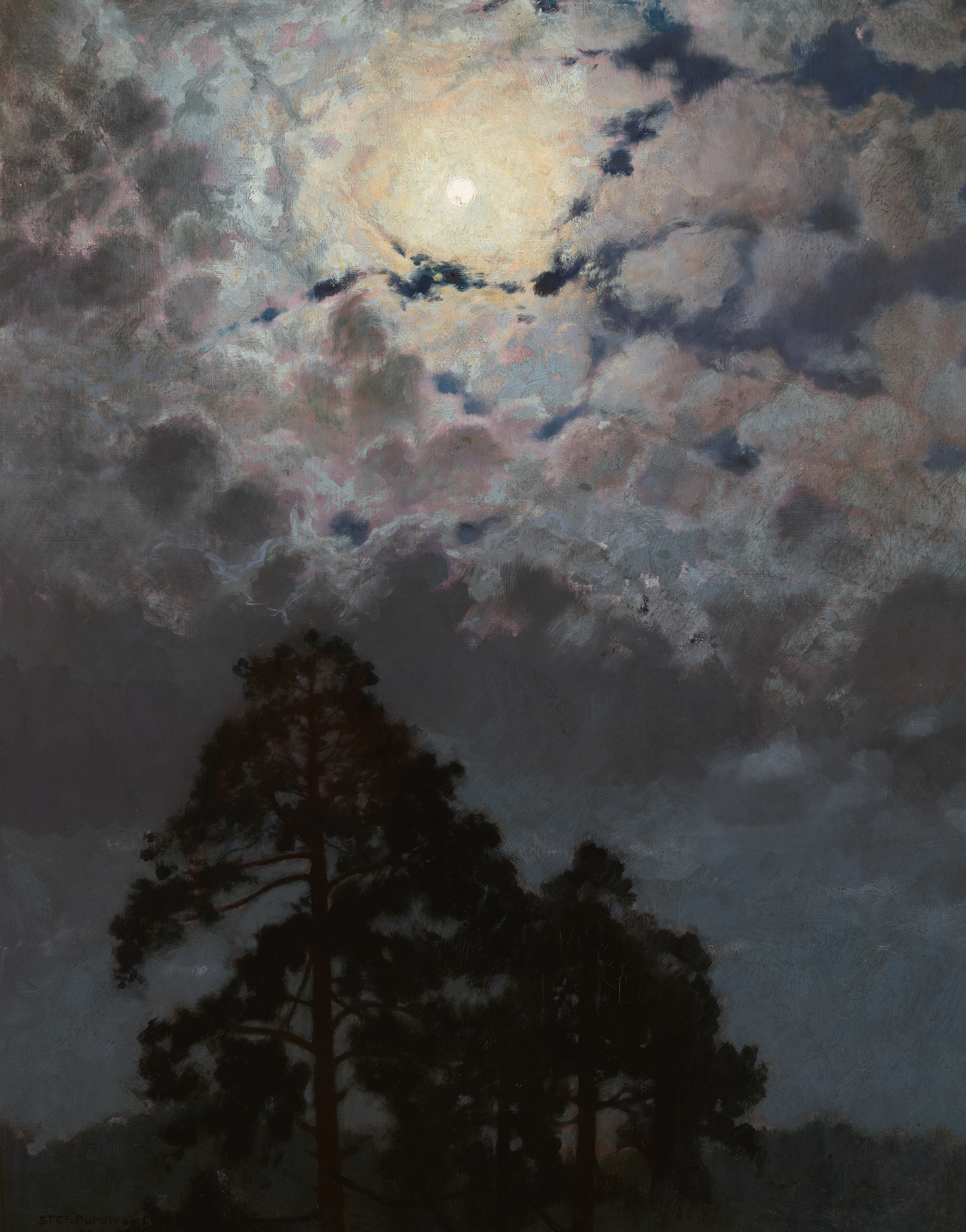
Sosny
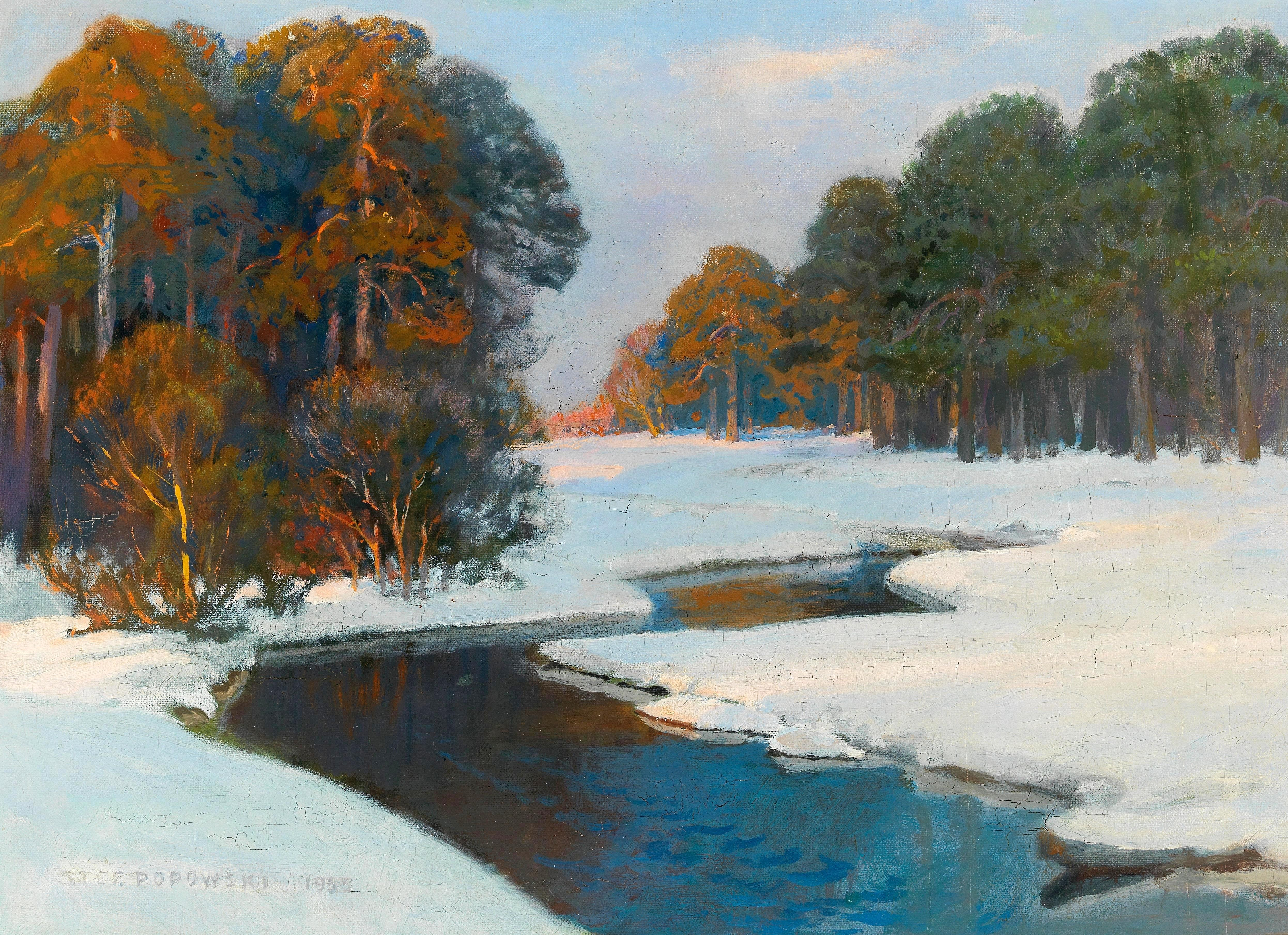
Pejzaż zimowy w porannym świetle
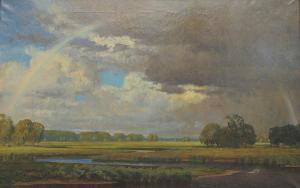
Po burzy
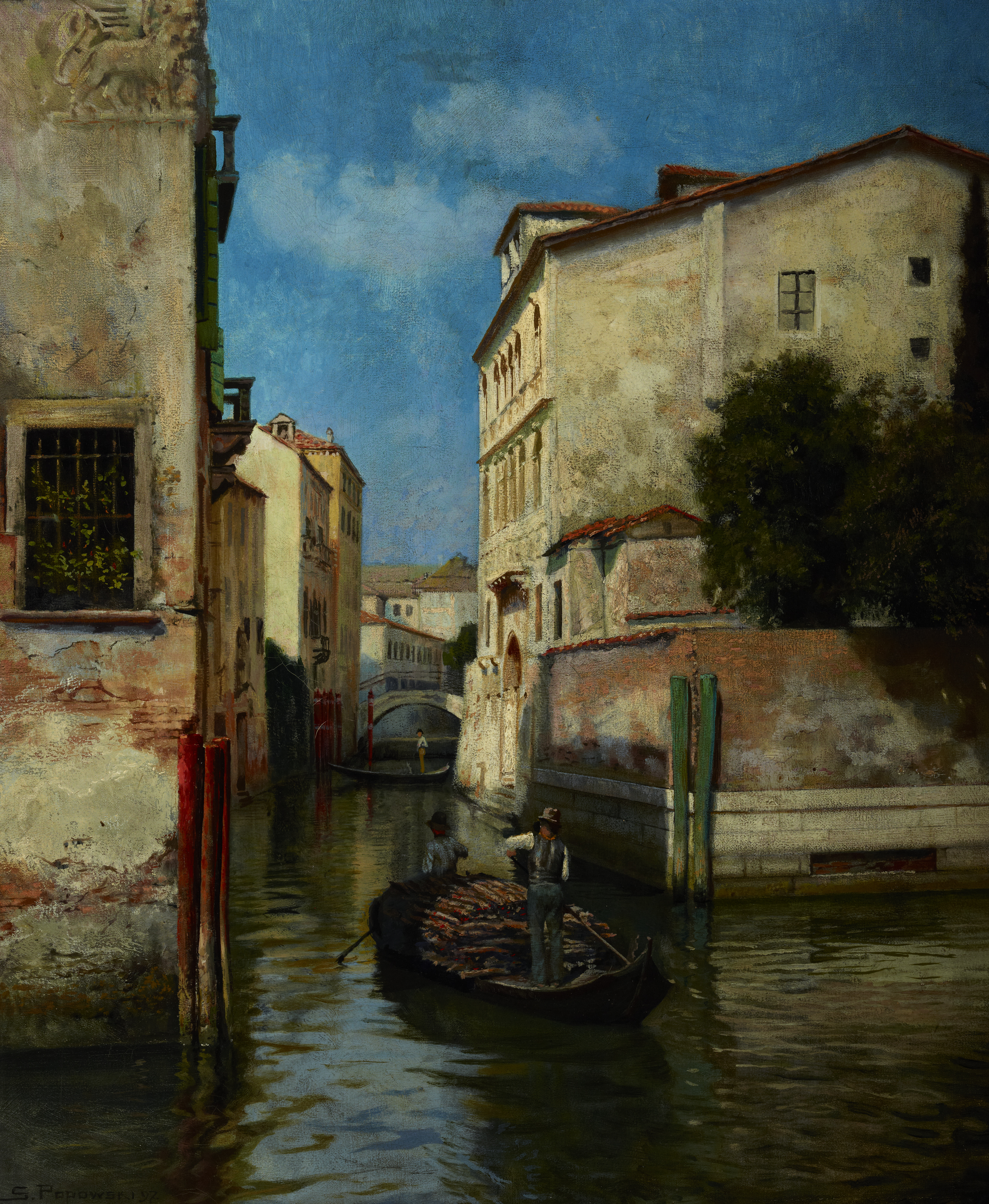
Wenecja